# Alfredo Chinetti
Alfredo Chinetti (Cavaria con Premezzo, Varese, Llombardia, 11 de juliol de 1949) és un ciclista italià, ja retirat, que fou professional entre 1974 i 1985. En el seu palmarès destaca una etapa de la Volta a Espanya de 1981 i una a la Volta a Catalunya de 1976.

## Palmarès
- 1968
  - 1r al Gran Premi Somma
- 1971
  - 1r al Petit Giro de Llombardia
  - Vencedor d'una etapa a la Settimana Ciclistica Bergamasca
- 1972
  - Vencedor d'una etapa a la Settimana Ciclistica Bergamasca
- 1973
  - 1r al Giro del Friül-Venècia Júlia
- 1976
  - Vencedor d'una etapa a la Volta a Catalunya
- 1978
  - Vencedor d'una etapa a la Volta a Astúries
- 1979
  - Vencedor d'una etapa al Giro del Trentino
- 1981
  - Vencedor d'una etapa a la Volta a Espanya
- 1982
  - 1r a la Coppa Placci
- 1984
  - 1r al Giro de la Província de Reggio Calabria

### Resultats al Tour de França
- 1976. Fora de control (10a etapa)
- 1982. 109è de la classificació general

### Resultats a la Volta a Espanya
- 1981. 27è de la classificació general. Vencedor d'una etapa
- 1985. No surt (13a etapa)

### Resultats al Giro d'Itàlia
- 1974. No surt (7a etapa)
- 1975. 29è de la classificació general
- 1976. 56è de la classificació general
- 1977. 25è de la classificació general
- 1978. 13è de la classificació general
- 1979. 29è de la classificació general
- 1980. 20è de la classificació general
- 1981. 33è de la classificació general
- 1982. Abandona (18a etapa)
- 1983. 67è de la classificació general
- 1984. 14è de la classificació general
- 1985. 55è de la classificació general